# Danh sách lớp tàu hải quân đang hoạt động

## Lớp thiết giáp hạm(Tạm ngưng sản xuất)
Hầu hết ở thời điểm này đều gần như không có Lớp thiết giáp hạm nào được sản xuất, Đây là danh sách các Thiết giáp hạm đã ngưng hoạt động hay bị đắm.
- USS Washington (BB-56)
- USS North Carolina (BB-55)
- USS Missouri (BB-63)
- USS Iowa (BB-61)
- USS Arizona (BB-39)
- USS Nevada (BB-36)
- USS Indianapolis (CA-35)
- USS Pennsylvania (BB-38)
- USS Colorado (BB-45)
- Yamato (lớp thiết giáp hạm)
- Musashi (thiết giáp hạm Nhật)
- Haruna (thiết giáp hạm Nhật)
- Kongō (thiết giáp hạm Nhật)
- Mikasa (thiết giáp hạm Nhật)
- Nagato (thiết giáp hạm Nhật)
- Ise (thiết giáp hạm Nhật)
- Bismark (thiết giáp hạm Đức)
- HMS Agincourt

## Tàu sân bay
- Lớp tàu sân bay Cavour
- Lớp tàu sân bay Centaur
- Lớp tàu sân bay Chakri Naruebet
- Lớp tàu sân bay Charles de Gaulle
- Lớp tàu sân bay Clemenceau
- Lớp tàu sân bay Enterprise
- Lớp tàu sân bay Giuseppe Garibaldi
- Lớp tàu sân bay Invincible
- Lớp tàu sân bay Kuznetsov
- Lớp tàu sân bay Nimitz
- Lớp tàu sân bay Principe de Asturias

Xem thêm: Danh sách tàu sân bay đang hoạt động

## Tàu tuần dương
- Lớp tàu tuần dương De Zeven Provinciën
- Lớp tàu tuần dương Kirov
- Lớp tàu tuần dương Slava
- Lớp tàu tuần dương Ticonderoga

## Tàu khu trục
- Lớp tàu khu trục Almirante Brown
- Lớp tàu khu trục Arleigh Burke
- Lớp tàu khu trục Asagiri
- Lớp tàu khu trục Yi Sun-sin
- Lớp tàu khu trục Delhi
- Lớp tàu khu trục De la Penne
- Lớp tàu khu trục Hoàng đế Gwanggaeto
- Lớp tàu khu trục Haruna
- Lớp tàu khu trục Hatakaze
- Lớp tàu khu trục Hatsuyuki
- Lớp tàu khu trục Horizon
- Lớp tàu khu trục Iroquois
- Lớp tàu khu trục Kara
- Lớp tàu khu trục Kashin
- Lớp tàu khu trục Kidd
- Lớp tàu khu trục Kongō
- Lớp tàu khu trục Kiểu 051 (Lữ Đại)
- Lớp tàu khu trục Kiểu 051B (Lữ Hải)
- Lớp tàu khu trục Kiểu 051C (Thẩm Dương, Lữ Châu)
- Lớp tàu khu trục Kiểu 052 (Lữ Hỗ)
- Lớp tàu khu trục Kiểu 052B (Lữ Dương I, Quảng Châu)
- Lớp tàu khu trục Kiểu 052C (Lữ Dương II, Lan Châu)
- Lớp tàu khu trục Murasame (1993)
- Lớp tàu khu trục Hoàng đế Sejong
- Lớp tàu khu trục Sovremennyy
- Lớp tàu khu trục Shirane
- Lớp tàu khu trục Tachikaze
- Lớp tàu khu trục Takanami
- Lớp tàu khu trục Tourville
- Lớp tàu khu trục Kiểu 42
- Lớp tàu khu trục Kiểu 45
- Lớp tàu khu trục Udaloy

## Tàu khu trục hạng nhẹ
- Lớp tàu khu trục hạng nhẹ Abukuma
- Lớp tàu khu trục hạng nhẹ Álvaro de Bazán
- Lớp tàu khu trục hạng nhẹ Anzac
- Lớp tàu khu trục hạng nhẹ Artigliere
- Lớp tàu khu trục hạng nhẹ Brahmaputra
- Lớp tàu khu trục hạng nhẹ Brandenburg
- Lớp tàu khu trục hạng nhẹ Bremen
- Lớp tàu khu trục hạng nhẹ Cassard
- Lớp tàu khu trục hạng nhẹ Commandant Riviere
- Lớp tàu khu trục hạng nhẹ De Zeven Provinciën
- Lớp tàu khu trục hạng nhẹ Floreal
- Lớp tàu khu trục hạng nhẹ Formidable
- Lớp tàu khu trục hạng nhẹ Fridtjof Nansen
- Lớp tàu khu trục hạng nhẹ Georges Leygues
- Lớp tàu khu trục hạng nhẹ Kiểu 053 (Lớp tàu khu trục hạng nhẹ Jianghu - Giang Hỗ)
- Lớp tàu khu trục hạng nhẹ Kiểu 053H2G (Lớp tàu khu trục hạng nhẹ Jiangwei I - Giang Vệ 1)
- Lớp tàu khu trục hạng nhẹ Kiểu 054 (lớp tàu khu trục hạng nhẹ Jiangkai - Giang Khải)
- Lớp tàu khu trục hạng nhẹ Godavari
- Lớp tàu khu trục hạng nhẹ Halifax
- Lớp tàu khu trục hạng nhẹ Hydra
- Lớp tàu khu trục hạng nhẹ Karel Doorman
- Lớp tàu khu trục hạng nhẹ Kasturi
- Lớp tàu khu trục hạng nhẹ Kiểu 21
- Lớp tàu khu trục hạng nhẹ Kiểu 22
- Lớp tàu khu trục hạng nhẹ Kiểu 23
- Lớp tàu khu trục hạng nhẹ Knox
- Lớp tàu khu trục hạng nhẹ Koni
- Lớp tàu khu trục hạng nhẹ Krivak
- Lớp tàu khu trục hạng nhẹ Lafayette
- Lớp tàu khu trục hạng nhẹ Leander
- Lớp tàu khu trục hạng nhẹ Lekiu
- Lớp tàu khu trục hạng nhẹ Lupo
- Lớp tàu khu trục hạng nhẹ Maestrale
- Lớp tàu khu trục hạng nhẹ Neustrashimyy
- Lớp tàu khu trục hạng nhẹ Niterói
- Lớp tàu khu trục hạng nhẹ Oliver Hazard Perry
- Lớp tàu khu trục hạng nhẹ Sachsen
- Lớp tàu khu trục hạng nhẹ Shivalik
- Lớp tàu khu trục hạng nhẹ Thetis
- Lớp tàu khu trục hạng nhẹ Ulsan
- Lớp tàu khu trục hạng nhẹ Valour
- Lớp tàu khu trục hạng nhẹ Vasco da Gama
- Lớp tàu khu trục hạng nhẹ Wielingen
- Lớp tàu khu trục hạng nhẹ Yubari
- Lớp tàu khu trục hạng nhẹ Zagreb

## Tàu hộ vệ
- Lớp tàu hộ vệ Braunschweig
- Lớp tàu hộ vệ D'Estienne d'Orves (Kiểu A69)
- Lớp tàu hộ vệ Gepard
- Lớp tàu hộ vệ Sa'ar 5 (Eilat)
- Lớp tàu hộ vệ Steregushchy

## Tàu tên lửa
- Lớp tàu tấn công nhanh Gepard
- Lớp tàu tên lửa Hamina (Rauma 2000)
- Lớp tàu tên lửa Helsinki
- Lớp tàu tên lửa Houxin
- Lớp tàu tên lửa lớn Kiểu 37-II
- Lớp tàu tên lửa Končar
- Lớp tàu tên lửa Kralj
- Lớp tàu tên lửa Kronstadt
- Lớp tàu tên lửa Molniya
- Lớp tàu tên lửa Osa
- Lớp tàu tên lửa Rauma
- Lớp tàu tuần tra Skjold